# Красноголовый королёк
Красноголовый королёк (лат. Regulus ignicapilla) — певчая птица семейства корольковых. Распространена в Европе и Северной Африке, где населяет широколиственные, смешанные и хвойные леса умеренных широт. Птицы, гнездящиеся в Центральной и Восточной Европе, совершают регулярные сезонные миграции в страны Средиземноморья. Местами обычная, но немногочисленная птица.
Наряду с близкородственным желтоголовым корольком это одна из самых мелких птиц Европы: её длина не превышает 9 см при массе 4—7 г. Эти два вида имеют схожую окраску оперения: желтовато-оливковый верх и белёсый низ. У обеих птиц двойные белые полосы на крыльях и ярко-окрашенный хохолок («корона»), давшее научное и русскоязычное название роду. Отличительные признаки красноголового королька: широкая белая бровь с чёрной каёмкой по верхнему краю и бронзового цвета пятна на плечах. Хохолок, используемый во время брачных игр и территориальных споров, окрашен в оранжево-красный цвет у самца и жёлтый у самки. Брачная песня состоит из нескольких повторяющихся свистовых фраз — похожих на таковые у желтоголового королька, но более низких.
Это очень подвижная птица, в поисках корма постоянно перемещается с ветки на ветки или зависает в воздухе возле листвы. Питается насекомыми, пауками и другими членистоногими с мягкой оболочкой. Летом ведёт одиночный либо парный образ жизни, зимой прибивается к смешанным стайкам синиц, пеночек и других мелких птиц. Строит глубокое гнездо из кусочков мха и лишайника, которое затем скрепляет паутиной и подвешивает к вершине ветки дерева или кустарника на высоте до 20 м над землёй. В кладке от 7 до 12 яиц бледно-розового цвета, насиживает только самка.

## Систематика
Красноголовый королёк относится к роду Regulus (корольки), который в свою очередь относится к семейству Regulidae (корольковые). По морфологическим характеристикам корольки имеют много общего с пеночками и одно время часто рассматривались в составе семейства славковых. Молекулярные систематики, основываясь на исследованиях 1990—2000-х годов, предположили, что корольки представляют собой монофилитическую группу, сестринскую по отношению ко всем другим воробьинообразным птицам.
Первое научное описание красноголового королька составил голландский зоолог Конрад Темминк в 1820 году, поставив его в один ряд со славками — Sylvia ignicapilla; до этого птицу отождествляли с желтоголовым корольком, который обладает схожими морфологическими характеристиками. Современное родовое название Regulus является уменьшительной формой латинского слова rex — король, то есть маленький король, королёк. Таким образом автор намекал на мелкие размеры птицы и яркий хохолок-«корону». Видовое название ignicapilla представляет собой видоизменённую комбинацию двух других латинских слов: ignis («огонь») и capillus («волосы»). Иногда в литературе встречается форма ignicapillus, которая противоречит латинской грамматике.
Большинство авторов выделяют только 2 подвида птицы: номинативный R. i. ignicapilla и средиземноморский R. i. balearicus (Jordans, 1923). Вторая из названных рас, отличающаяся более бледной окраской брюшной части тела и сероватым оттенком сверху, встречается только на Балеарских островах и в Северной Африке. В различных классификациях могут называться и другие подвиды, например R. i. caucasicus, R. i. laeneni, R. i. tauricus. До 2003 года систематики обозначали ещё один подвид с архипелага Мадейра: R. i. madeirensis, который в настоящее время большинством специалистов признан самостоятельным видом — мадейрским корольком. Помимо генетической разницы, мадейрский вид заметно отличается внешним видом и репертуаром.
Эволюционное разделение красноголового и желтоголового корольков произошло, по всей видимости, где-то в середине плейстоцена. Об этом свидетельствуют обнаруженные в Болгарии останки ископаемого вида Regulus bulgaricus, который приходился общим предком обоих видов. Возраст находки оценивается в 1,95—2,6 млн лет.

## Описание

### Внешний вид

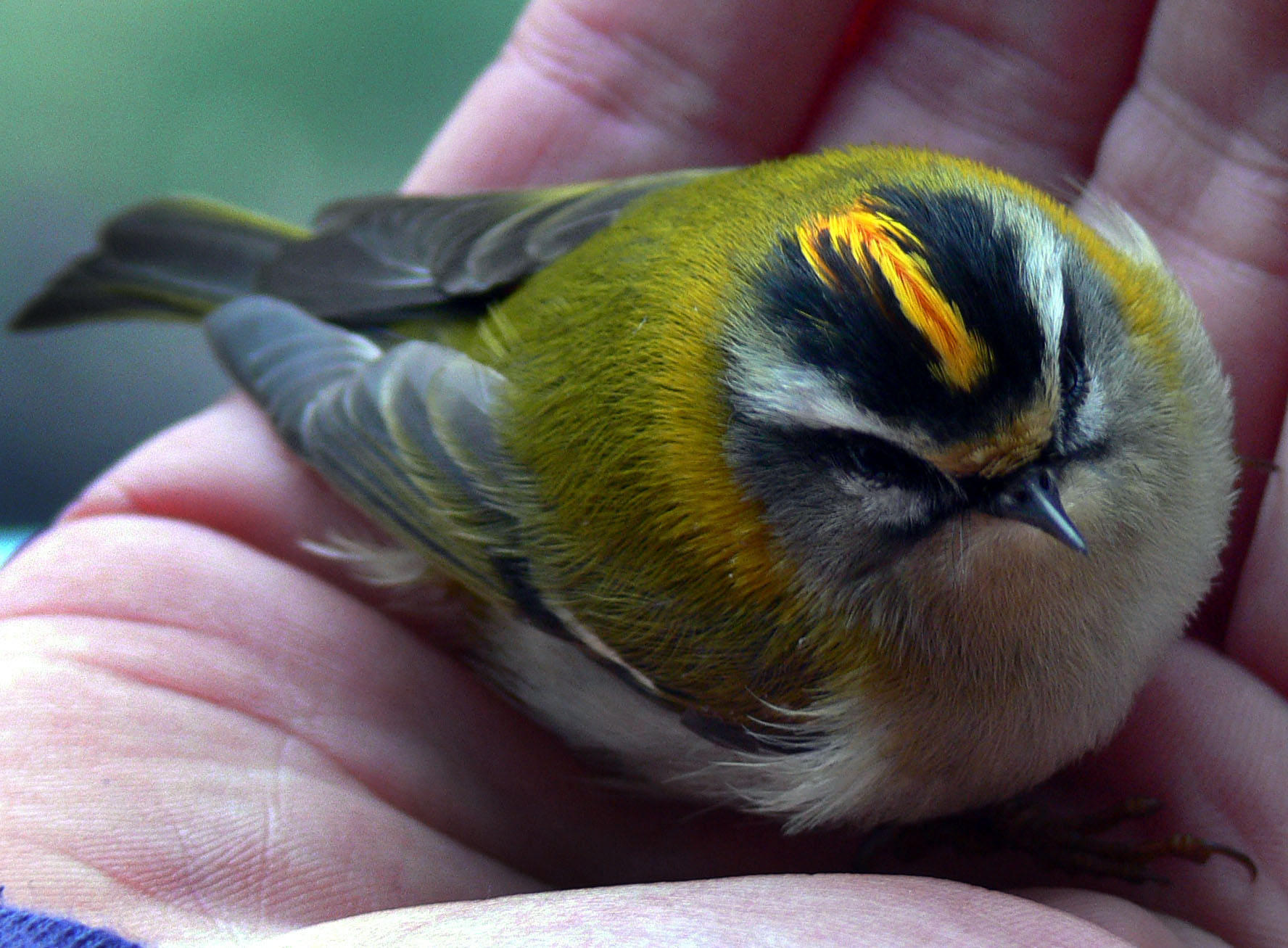
Ослабевший самец, подобранный на улице в городе Лилль во Франции. Хорошо заметен рисунок головы

Красноголовый королёк принадлежит к самым маленьким птицам Европы. Его длина около 9 см, размах крыльев 13—16 см, масса от 4 до 7 граммов (в среднем, 5,1 г). При описании обычно сравнивают его с желтоголовым корольком, поскольку эти два вида имеют схожие размеры и окраску, и по этой причине неотличимы на большом расстоянии. Хотя общая длина обеих птиц примерно одинакова, красноголовый королёк отличается более крепким, почти шарообразным телосложением.
Наиболее характерные отличия в деталях оперения головы. В первую очередь, красноголового королька выделяют широкие белые брови, которые отсутствуют у желтоголового. Сверху брови окаймляет чёрная полоса — более жирная, чем аналогичная деталь у желтоголового. Через глаз проходит чёрная полоска, также не развитая у желтоголового. Наконец, оперение лба и темени у обоих видов выглядят практически одинаково: спереди желтовато-бурое, сверху оранжево-красное у самцов и оранжево-жёлтое у самок. Подбородок и горла светло-бурые. В целом можно сказать, что окраска головы красноголового королька более пёстрая.
Верхняя часть тела желтовато-оливковая, с бронзовым отливом на плечах. Грудь и брюхо беловато-серые, на боках с буроватым оттенком. Крылья в сравнении со спиной более тёмные и имеют белую поперечную полоску.

### Голос

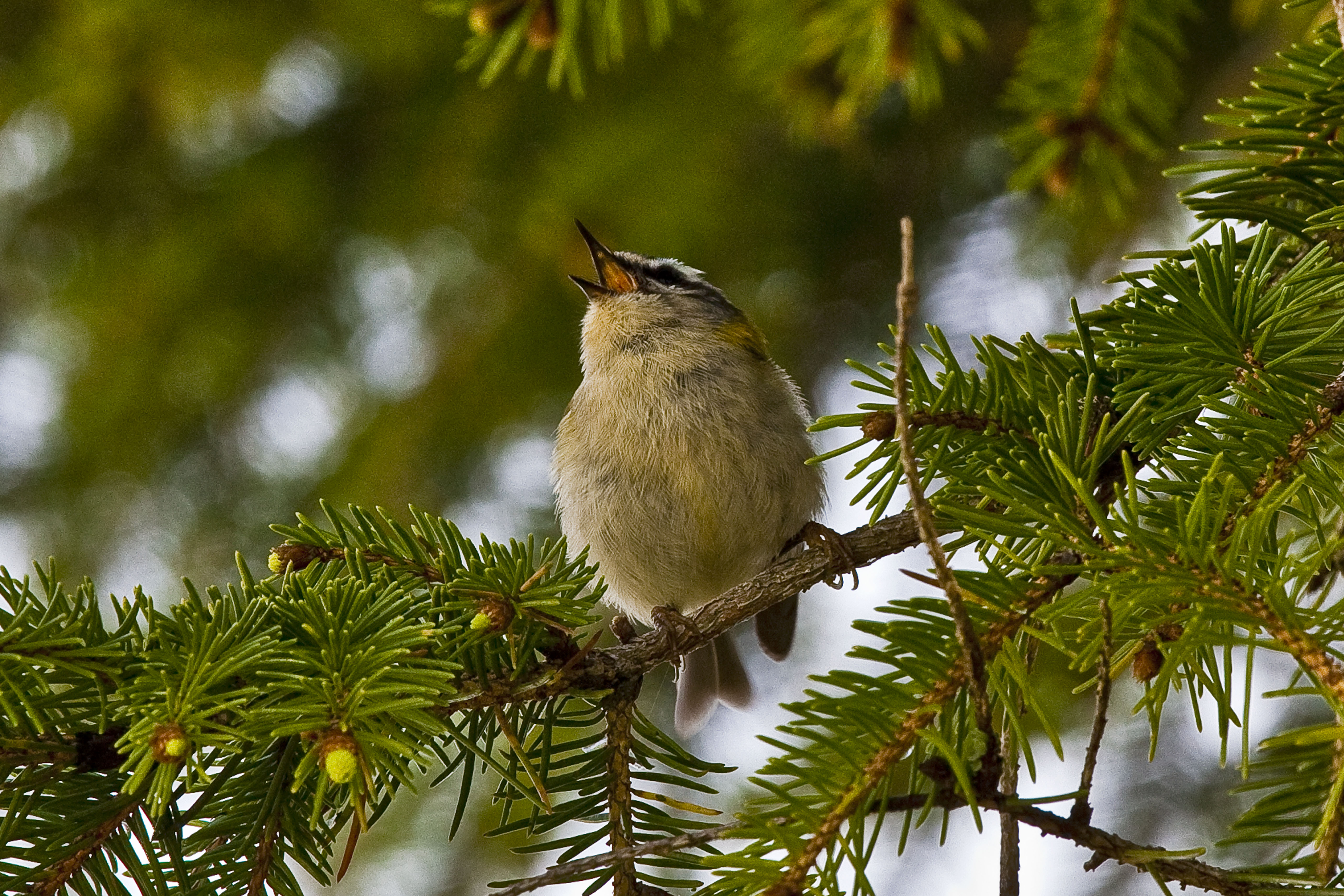
Пение на ветке хвойного дерева. Галисия, Испания

При общении друг с другом птицы издают тонкий писк «ци-ци-ци», состоящий из трёх-четырёх слогов — такой же, как у желтоголового королька, только в слегка более низкой тональности. Нередко первый слог более резкий и несколько растянут — так, что целая фраза выглядит как «ции-ци-ци-ци». Брачная песня представляет собой более длинный набор тех же звуков с различными вариациями, заканчивающихся короткой трелькой. Как правило, повторяющуюся мелодию можно разбить на 11—14 сегментов, каждый из которых звучит громче и быстрее предыдущего. Песня продолжается от 0,5 до 2,5 сек (короче, чем у желтоголового королька — 3,5—4 сек) и повторяется до 8 раз за минуту. В мае и июне пение наиболее часто сразу после рассвета, но иногда может продолжаться и в течение всего дня. В июле птица поёт в более поздние утренние часы.

## Распространение

### Ареал
Распространён в Европе и Северной Африке. Северная граница гнездового ареала проходит через южную Англию и по южному побережью Балтийского моря, восточная — через Латвию, Беларусь, северо-западную Украину и Грецию. По данным Лео Степаняна, королёк проникает в Псковскую область в России. Мозаично гнездится в Крыму, Абхазии, в горах Тавра в Турции. Область распространения в Северной Африке ограничена Атласскими горами на территории Марокко, Алжира и Туниса. Изредка птица встречается далеко за пределами области распространения, случайные залёты известны в Норвегии, Финляндии, Эстонии, Египте, Ливане и на Кипре. Западные и южные популяции ведут оседлый образ жизни, восточные ежегодно откочёвывают к югу, в основном концентрируясь в районах, прилегающих к Средиземному морю.

### Места обитания

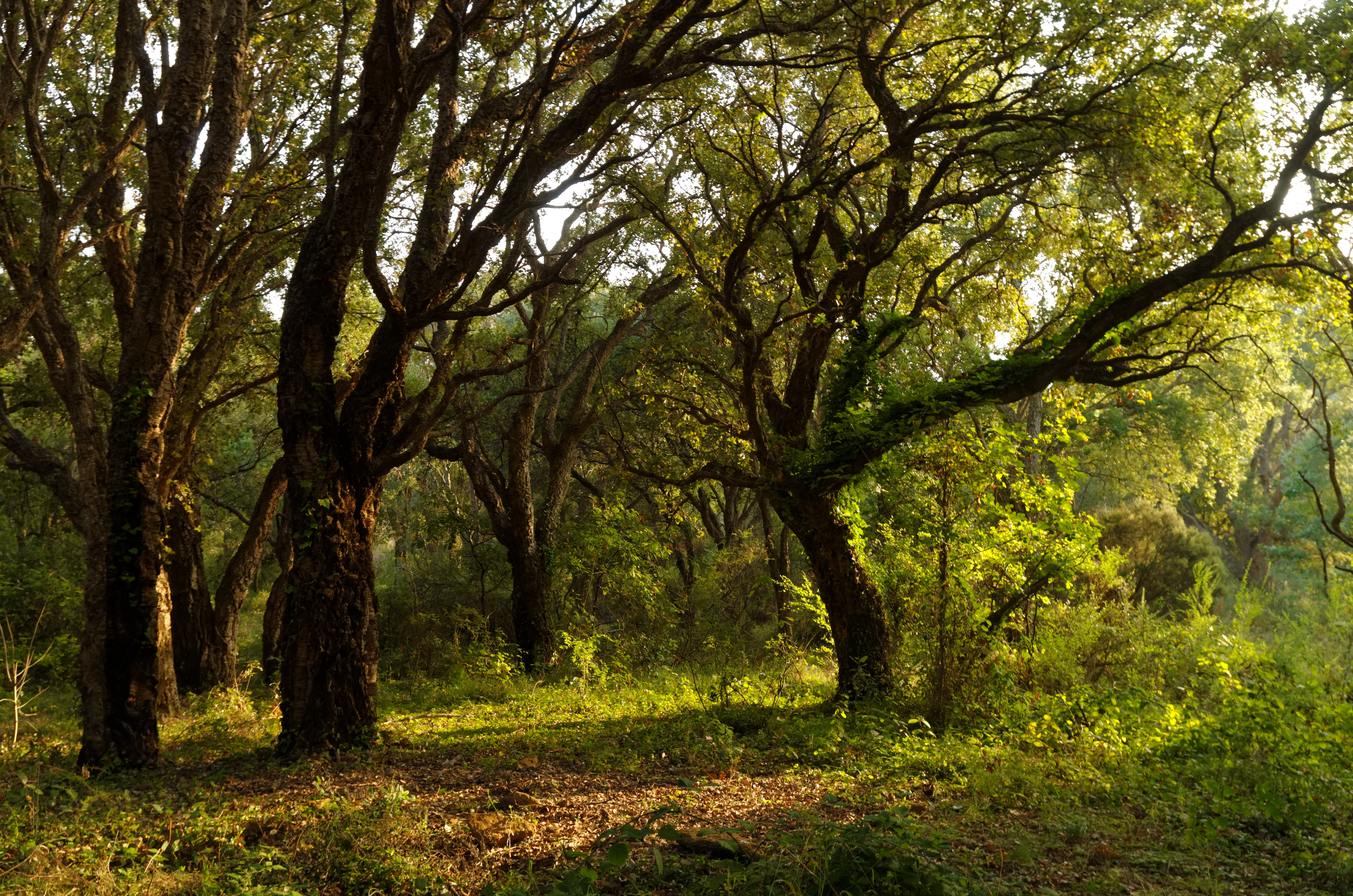
Посадки дуба пробкового — типичный гнездовой биотоп

Населяет равнинные леса различных типов, чаще широколиственные и смешанные. В лиственном лесу отдаёт предпочтение посадкам дуба пробкового и ольхи, в меньшей степени бука и падуба. В смешанном лесу выбирает участки, где помимо широколиственных пород присутствуют ель, пихта белая, кедр и сосна. Птицу иногда можно встретить в низкорослых зарослях можжевельника, плюща, шиповника. В засушливом климате Средиземноморья королёк концентрируется в дубовых и смешанных лесах на высоте до 2800 м над уровнем моря. В отличие от поползня и пищухи, добывающих корм на стволах деревьев, королёк не требует больших лесных массивов. При наличии корма хорошо уживается в городских парках и больших садах, при этом плотность его поселений в культурных ландшафтах сравнима с плотностью поселений в наиболее благоприятных диких условиях. В сравнении с желтоголовым корольком красноголовый значительно меньше привязан к хвойным породам деревьев, зимой часто встречается вне леса на опушках либо в зарослях кустарника. Стай не образует, большую часть времени проводит в кроне деревьев. Время от времени спускается и исследует кусты и другую растительность подлеска.

## Питание
Как и все виды корольков, красноголовый питается почти исключительно мелкими членистоногими с мягкой оболочкой. В частности, ловит ногохвосток, тлю, пауков, в том числе зависая в воздухе и вытаскивая жертву из паутины. Кормится яйцами и куколками пауков и насекомых, в редких случаях употребляет в пищу пыльцу. В сравнении с желтоголовым корольком может выбрать более крупную добычу, например пауков-кругопрядов. Иногда птицы сами становятся жертвой хищника, застревая в липкой паутине. Большого насекомого птица предварительно разделывает на части, удерживая в клюве и разбивая о дерево.

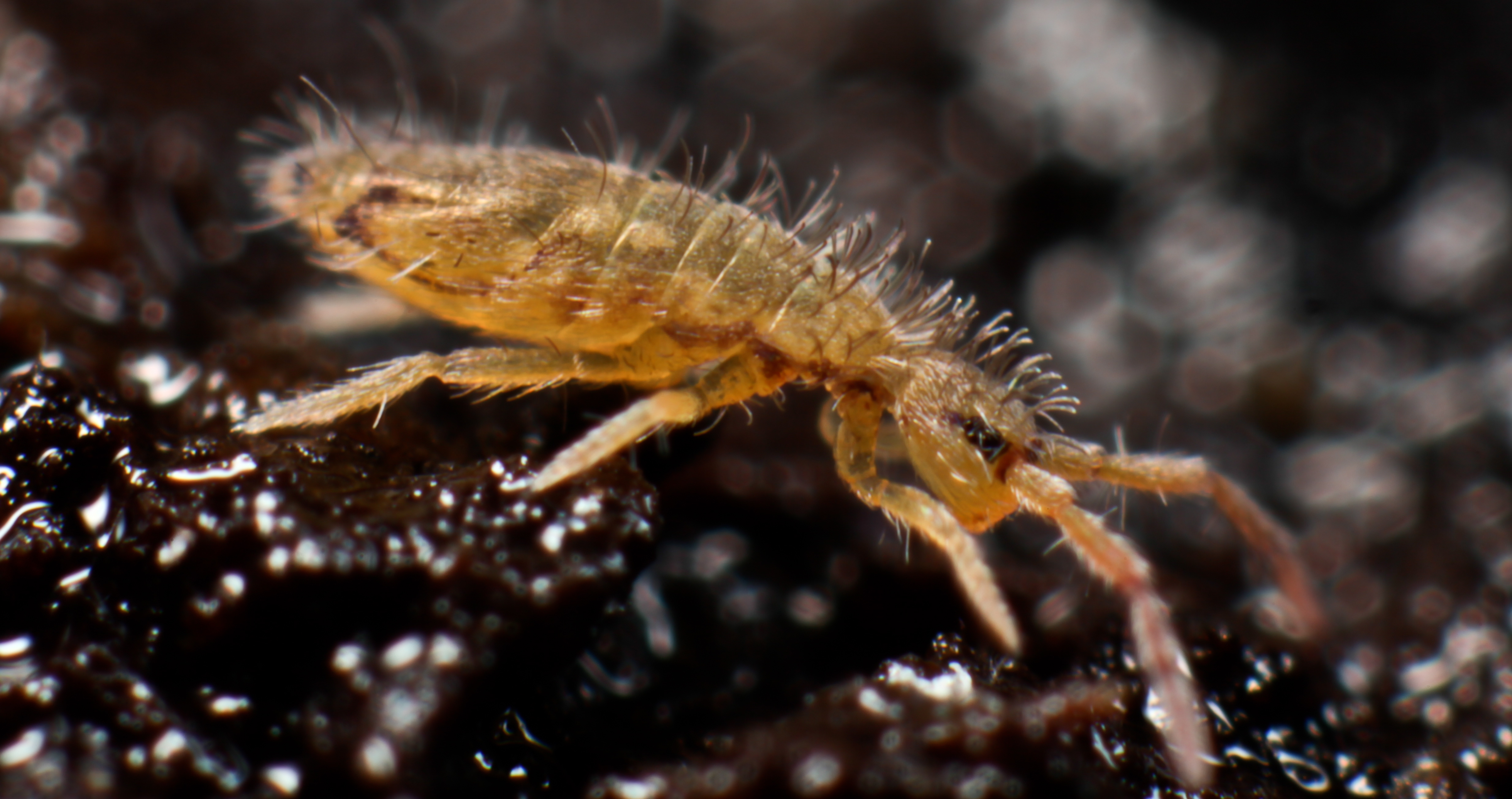
Новорожденные птенцы выкармливаются ногохвостками

Ряд кормовых привычек красноголового королька отличается от таковых у желтоголового, что уменьшает их естественную конкуренцию. Оба вида добывают пищу в кроне деревьев, при этом красноголовый предпочитает склёвывать её с верхней половины веток и листьев, в то время как желтоголовый часто кормится снизу. Зимой стайки красноголовых корольков обследуют определённую территорию в 3 раза быстрее желтоголовых, пропуская наиболее мелких членистоногих, которыми не брезгуют их визави. Специализация на более крупной добыче отражается на морфологии: у красноголового королька чуть шире клюв и длиннее щетинки у его основания (так называемые вибриссы, защищают глаза от посторонних предметов). Более прямой срез хвоста (у желтоголового королька он в форме вилочки) говорит от том, что птица в большей степени склонна зависать в воздухе. Строение ног лучше приспособлено для хождения по прямой поверхности, тогда как хорошо развитый задний палец у желтоголового королька позволяет ему перемещаться по вертикальным стволам и даже удерживаться вверх ногами. У описываемого вида подошва плоская, в то время как у желтоголового с канавками, благодаря которым птица способна хвататься за одиночные иголки.
Птенцы в первые дни жизни выкармливаются ногохвостками, поскольку другая пища либо не помещается в рот, либо не усваивается. Начиная с пятого дня, в рацион добавляется тля, разбавленная большим количеством кусочков раковин улиток, которые требуются для роста костей. Птенцы двухнедельного возраста употребляют в пищу бабочек и гусениц, а также различных членистоногих, которых не едят взрослые птицы: например, сенокосцев, уховёрток и губоногих многоножек.
Осенью и зимой корольки присоединяются к кочующим стайкам синиц, пеночек и некоторых других птиц, в результате чего эффект добывания корма может удвоиться по сравнению с одиночным образом жизни. В смешанном сообществе корольки следуют за другими птицами, добывая пропитание в нетипичных для себя ландшафтах и на большем диапазоне высот. Например, в ряде районов они в компании желтоголового королька, пеночки-теньковки и черноголовой славки крутятся возле кормушек, где ищут подходящую для себя пищу животного происхождения. Пищеварительная система корольков приспособлена только к насекомоядной диете, тогда как у близких к ним славок организм способен переваривать пищу растительного происхождения. Испанские специалисты провели сравнительный анализ органов пищеварения у славок, корольков и пеночек. Результат показал, что у последних двух групп с аналогичным рационом кишечный тракт более короткий (пропорционально общей массе птиц), а процесс переваривания пищи (метаболизм) более длительный, чем у всеядных славок.

## Размножение

### Брачный период

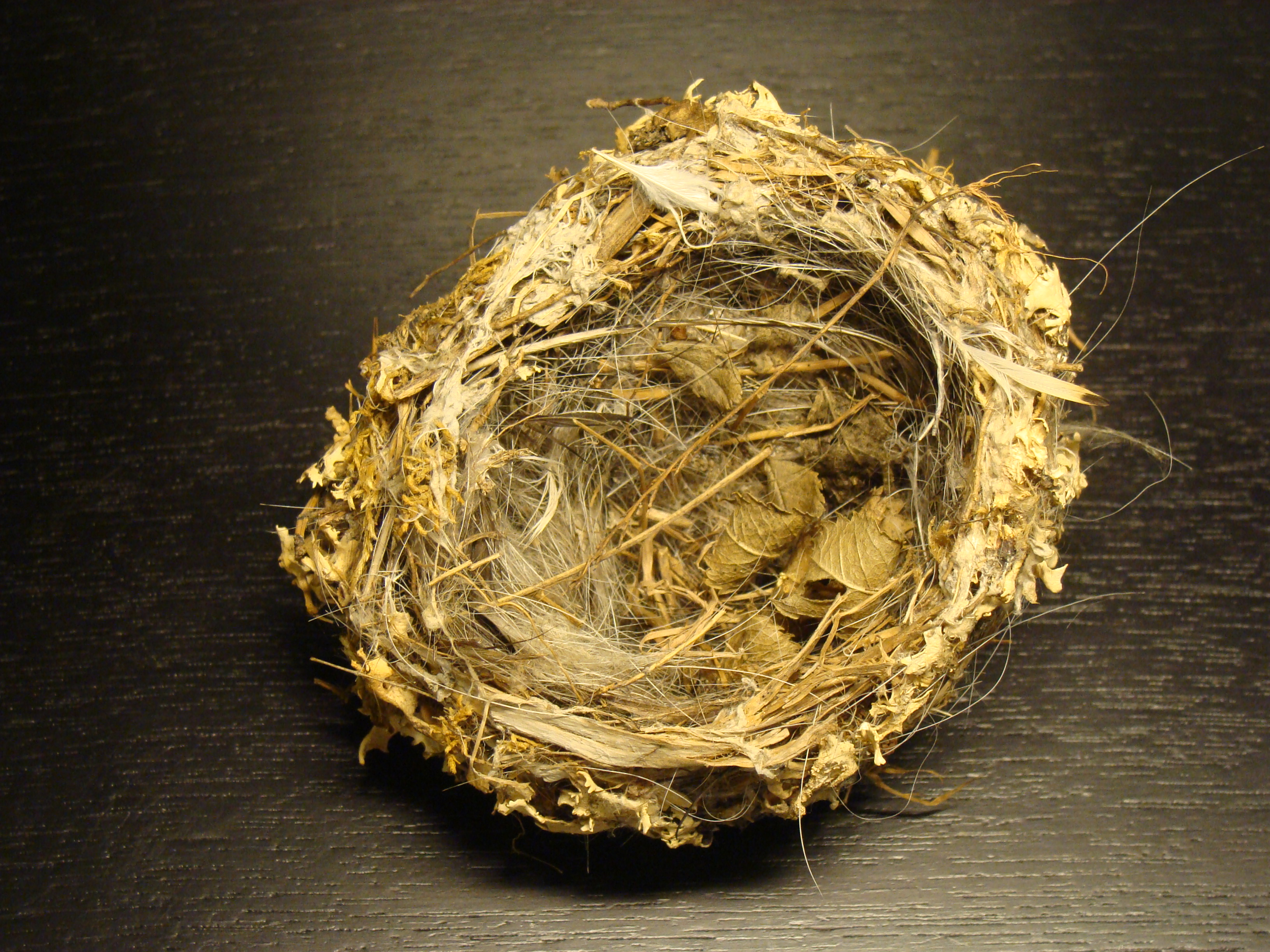
Гнездо

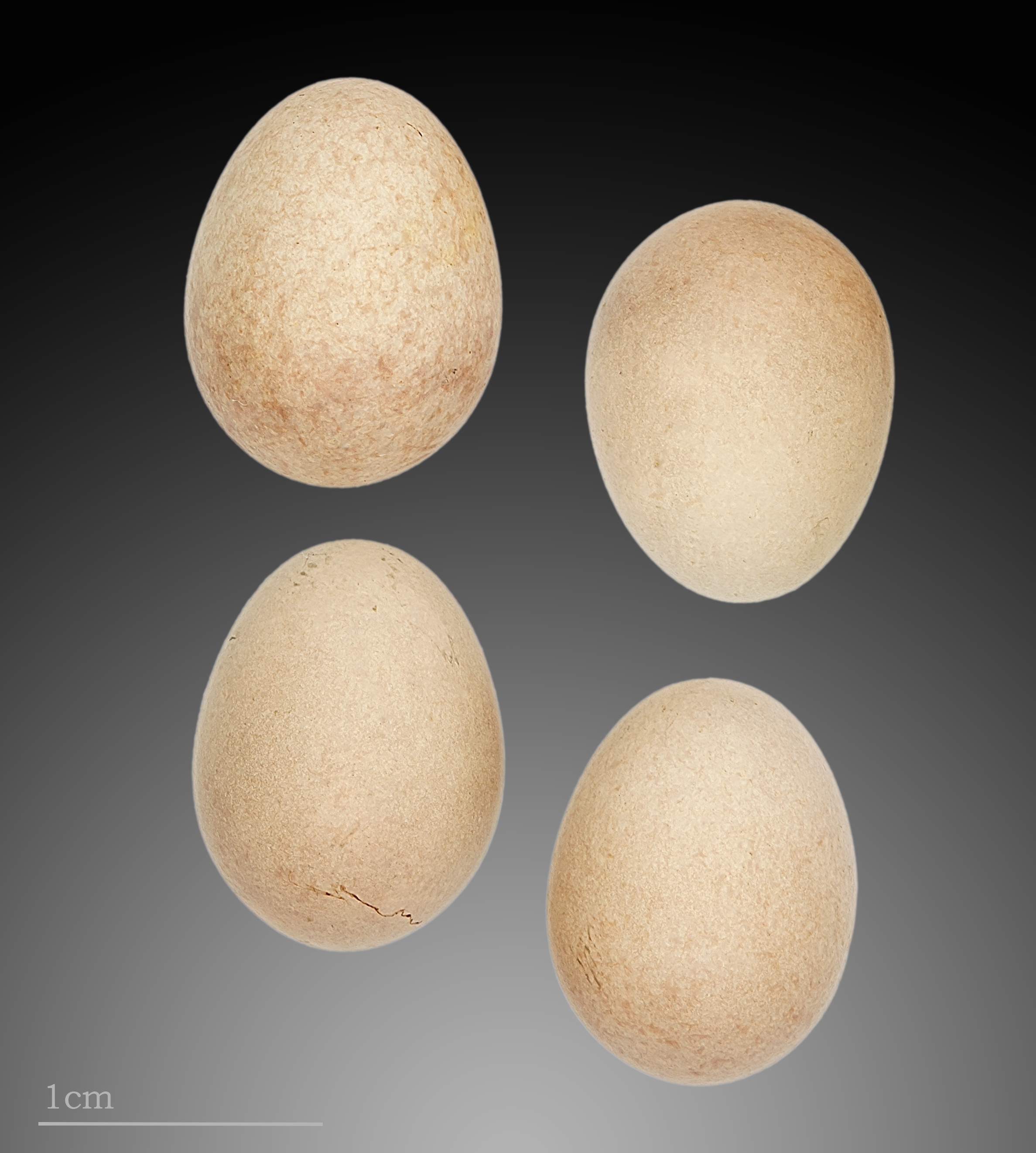
Яйца из коллекции Жака Перрена де Бришамбо. Тулузский музей

Моногам. Во время размножения, сезон которого продолжается с середины апреля до конца июля, часто можно услышать песню самца, который тем самым помечает свой гнездовой участок. При встрече с другой птицей королёк поворачивает к ней клюв, приподнимает перья на голове и трепещет крыльями. Такая территориальная поза несколько отличается от поведения желтоголового королька, который в аналогичной ситуации склоняет голову, демонстрируя противнику свой хохолок. Площадь охраняемой территории около 0,5 гектар (1,2 акров) и может пересекаться с гнездящимися по соседству мелкими птицами, в том числе желтоголовыми корольками. Испанские орнитологи предполагают, что территориальные конфликты между этими двумя птицами в основном случаются лишь тогда, когда количество особей одного вида значительно превышает количество особей другого. В противном случае птицы просто игнорируют пение друг друга.

### Гнездо
Гнездовая постройка почти шарообразной формы, изготовлена из кусочков мха и лишайника, скреплённых паутиной, крепится между веточек на конце толстой ветви дерева или кустарника. Выстилка состоит из большого количества перьев и конского волоса. Постройка похожа на гнездо желтоголового королька, но в целом компактнее и с более глубоким лотком: внешний диаметр около 8 см, глубина лотка 5—7 см, толщина стенок около 2 см. Гнездо может находиться от 2,5 до 20 м над поверхностью земли, при этом в большинстве случаев в ближе к нижней границе этого диапазона. Строительством занимается самка в течение от нескольких дней до трёх недель. Замечено, что иногда королёк гнездится по соседству с крупным ястребом-тетеревятником, что даёт ему дополнительную защиту от перепелятника, сойки, большого пёстрого дятла, каролинской белки и других хищников.

### Насиживание и птенцы
Откладывание яиц на западной периферии ареала начиная с конца апреля, на восточной в конце мая и позже. После первого выводка нередки повторные кладки в июне или июле. Количество яиц в Европе варьирует от 7 до 12, в Северной Африке, по некоторым оценкам, может быть меньше. Яйца бледно-розоватого или кирпичного цвета с размытыми красноватыми крапинами ближе к тупому краю, размером около 10×14 мм и весом 0,7 г. Насиживает одна самка, период инкубации составляет от 14,5 до 16,5 суток. Выкармливание обоими родителями в течение 8—10 дней. Половая зрелость наступает к концу первого года жизни, максимальный известный возраст окольцованной птицы составил 3 года и 2 месяца.

## Враги и паразиты
Один из наиболее известных врагов красноголового королька — ястреб-перепелятник, рацион которого на 98 % состоит из небольших пернатых. Время от времени на птицу охотится серая неясыть. Яйца и птенцы могут стать жертвой каролинской белки, сойки и большого пёстрого дятла. Случаи гнездового паразитизма со стороны обыкновенной кукушки неизвестны.

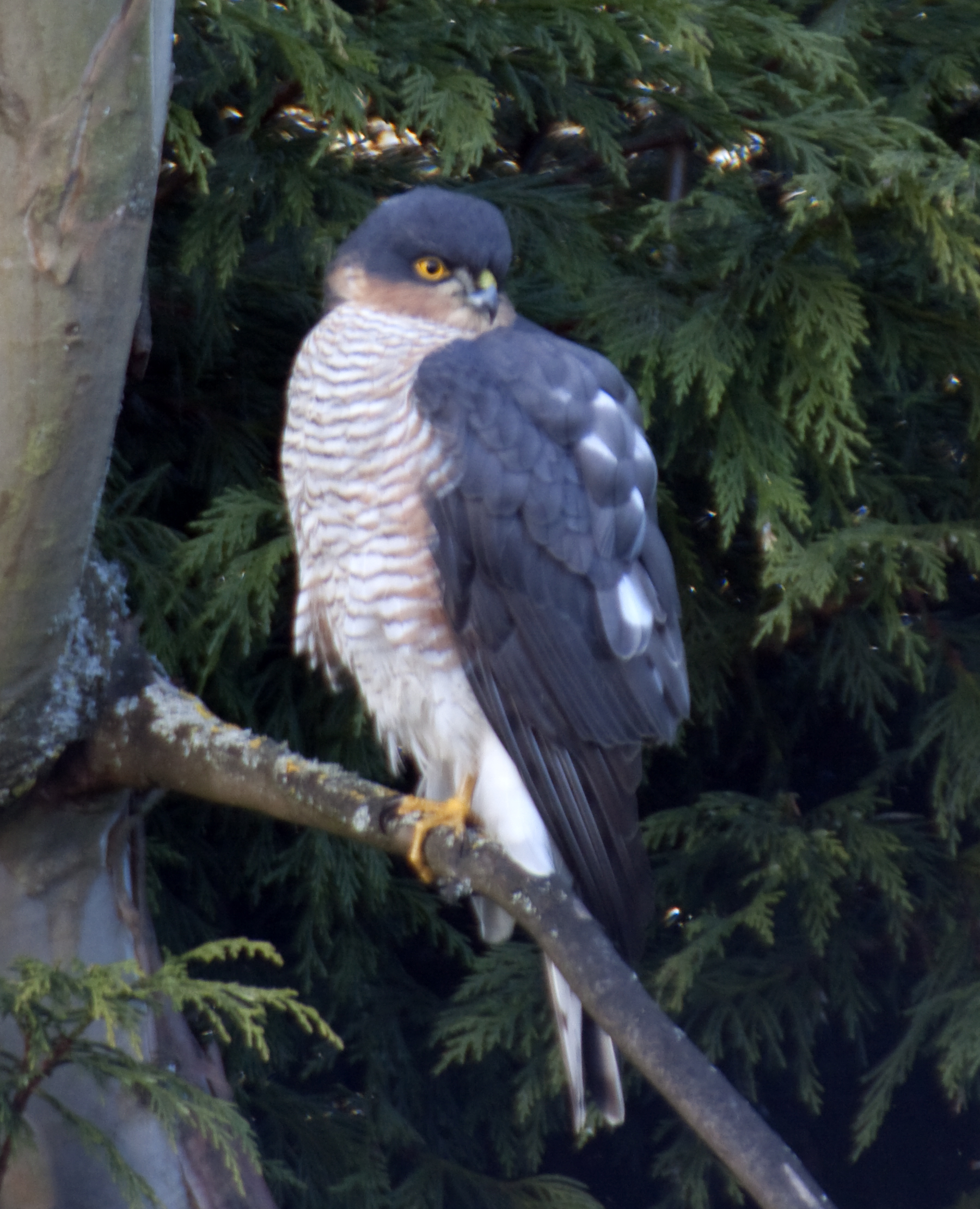
Ястреб-перепелятник — природный враг красноголового королька

Аргентинский муравей, некогда случайно перенесённый человеком на средиземноморское побережье Европы, вытесняет другие местные виды муравьёв и тем самым уменьшает кормовую базу королька, вынуждая увеличивать время на поиск корма. Наибольший вред насекомого приносится фауне верхнего яруса леса, к которой в частности относится описываемый вид.
Сведения о паразитах приведены либо относительно других близких видов красноголового королька, либо для рода в целом без указания конкретного вида. Известно, что инвазивная блоха Dasypsyllus gallinulae родом из Южной Америки паразитирует на некоторых корольках. Источники называют несколько перьевых клещей, питающихся грибками на теле птиц — в частности, Proctophyllodes glandarinus.

## Статус
За прошедшее столетие ареал красноголового королька заметно вырос в Западной Европе и на африканском континенте. В начале XX века птица начала гнездиться в северной Франции, к 1928 году обосновалась в Нидерландах, в 1961 году была замечена в Дании. Согласно британскому справочнику 1839 года, королёк в этой стране считался крайне редкой, практически залётной птицей. Их гнездо в этой стране было первый раз задокументировано в 1962 году, и к настоящему времени этот вид весьма благополучно размножается почти по всей южной Англии. Расширению ареала способствуют мягкие зимы, благодаря которым королькам не приходится преодолевать тяжёлые для них дальние миграции. Популяция королька была также обнаружена на территории Марокко. Напротив, редкие залёты корольков в XIX веке в Псковскую и Петербургскую губернии в XX веке практически прекратились.
Дальнейшей экспансии препятствуют недостаток подходящих мест обитания и суровый климат. С другой стороны, вырубка лесов и ненастная погода периодически отражаются на локальном снижении численности птиц. Среди негативных факторов называют загрязнение окружающей среды отходами тяжёлых металлов, которые накапливаются в почве, проникают в ткани растений и препятствуют их нормальной жизнедеятельности — данная проблема в большей степени касается птиц, добывающих корм на земле (таких, как дрозды) и в кронах хвойных пород деревьев (таких, как корольки). По оценкам Международного союза охраны природы общая численность красноголового королька оценивается в 10—30 млн голов и остаётся стабильной, благодаря чему его природоохранный статус — таксон, вызывающий наименьшие опасения (категория LC).